# República da Sérvia Unida
A Républica da Sérvia Unida , também conhecido como o Federação da Sérvia Ocidental foi um projeto de unificar em um único estado independente, dois auto-proclamado estados sérvios, a República da Krajina sérvia (RSK) na Croácia e a Republika Srpska (RS), na Bósnia e Herzegovina (BiH), com a intenção de mais tarde serem anexadas pela "mãe de estado da Sérvia".

## História
Em 28 de fevereiro de 1991, os Sérvios Croatas declararam sua independência da Croácia e adotaram uma resolução declarando o seu desejo de se unir com os Sérvios na Sérvia, Montenegro e Bósnia e Herzegovina. No dia 27 de junho, a unificação dos auto-proclamados Serbian Autonomous Oblasts (SAOs) de Krajina, na Croácia e Bosanska Krajina, na Bósnia e Herzegovina foi declarada em resposta a "desintegração da Jugoslávia, causado pela separação da Eslovénia e da Croácia" e em "o princípio de que todos os Sérvios deve viver em um único estado." Em 24 de outubro, a SÃO Eslavônia Oriental, Baranja e Ocidental Syrmia juntou aos estados unidos. A Bosnian Serb Assembly organizou um referendo no dia 10 de novembro de 1991, o qual concluiu que os sérvios na Bósnia e Herzegovina, deveriam permanecer em um estado jugoslavo com a Sérvia, o Montenegro e as SAOs.
Em 26 de dezembro de 1991, a Sérvia, o Montenegro e a territórios dos rebeldes sérvios na Croácia fizeram um acordo que iria formar uma nova "terceira Jugoslávia". os esforços também foram feitos, em 1991, para incluir a SR Bósnia e Herzegovina dentro da federação, com as negociações entre Milošević, Partido Democrático Sérvio da Bósnia, e o bósnio proponente da união – o vice-presidente da Bósnia na época Adil Zulfikarpašić teve um papel importante nesse problema. Zulfikarpašić acreditava que a Bósnia poderia se beneficiar de uma união com a Sérvia, o Montenegro, e a região de Krajina, assim ele apoiou uma união que garantiria a unidade de sérvios e nósnios. Milošević continuou as negociações com Zulfikarpašić para incluir a Bósnia dentro de uma nova Iugoslávia, no entanto, os esforços para incluir toda a Bósnia dentro de uma nova Iugoslávia foram efetivamente terminados no final de 1991, quando Alija Izetbegović planejou a realização de um referendo sobre a independência, enquanto sérvios da Bósnia e Croatas da Bósnia formavam territórios autônomos. O referendo sobre a independência foi organizado inconstitucionalmente e ele não conseguiu atingir a quantidade necessária de dois terços o número de eleitores. O total de eleitores foi de 63,4%, 99.7% votaram a favor da independência da Bósnia e Herzegovina. No dia 3 de Março, o líder da Presidência da Bósnia e Herzegovina Alija Izetbegović declarou a independência da República da Bósnia e Herzegovina e o parlamento ratificou a ação. Em 6 de abril, os Estados Unidos e a Comunidade Econômica Europeia reconheceu a Bósnia e Herzegovina como um estado independente e, em 22 de Maio foi admitido na ONU.
Em 30 de Maio de 1993, um acordo de cooperação foi firmado entre a República da Krajina Sérvia e a Republika Srpska. Em 20 de junho de 1993, a República da Krajina Sérvia realizou um plebiscito perguntando aos eleitores sérvios se eles apoiaram a unificação com a Republika Srpska perguntando: "Você é a favor da soberania de RSK, a unificação com a RS e posteriormente com o resto do territórios sérvios?". Ele passou com "clara menção" tendo 98,6% dos eleitores que votaram a favor. Antes disso, generais sérvios na Bósnia e Herzegovina e na Croácia formaram uma aliança militar no evento que a "Sérvia Ocidental" foi atacada. Durante o ano de 1994, planos futuros para a unificação e a criação de uma "nova república da Sérvia Ocidental" foram desenvolvidos. No final de Maio de 1995, o Parlamento da República da Krajina Sérvia tomou a decisão de unir-se com a Republika Srpska.